# Brehme
Pour les articles homonymes, voir Brehme (homonymie).
Brehme est une commune allemande située dans l'arrondissement d'Eichsfeld en Thuringe faisant partie de la Communauté d'administration de Lindenberg-Eichsfeld.

## Géographie

Situation de Brehme dans l'arrondissement

Brehme est située dans le nord de l'arrondissement, dans les monts Ohm (colline de Sonnenstein) du Bas-Eischfeld. La ville fait partie de la Communauté d'administration de Lindenberg-Eichsfeld et se trouve à 14 km au nord de Worbis et à 24 km au nord-est de Heilbad Heiligenstadt, le chef-lieu de l'arrondissement.
Communes limitrophes (en commençant par le nord et dans le sens des aiguilles d'une montre) : Ecklingerode, Jützenbach, Holungen, Leinefelde-Worbis et Wehnde.

## Histoire
La première mention écrite du village de Brehme date de 1312, lors du don du village aux seigneurs de Westerhagen par les comtes de Lutterberg. Le village est détruit pendant la Guerre de Trente Ans en 1623.
Berlingerode a appartenu à l'Électorat de Mayence jusqu'en 1802 et à son incorporation à la province de Saxe dans le royaume de Prusse (arrondissement de Worbis). Au XXe siècle, l'ouverture des mines de potasse de Bischofferode offre de nouvelles perspectives d'emploi aux habitants du village.
La commune fut incluse dans la zone d'occupation soviétique après la Seconde Guerre mondiale avant de rejoindre le district d'Erfurt en RDA jusqu'en 1990.

## Démographie
La grande partie de la population est Allemande avec une minorité Ukrainienne.
D'après les valeurs tableau d'évolution démographique ci-dessous, la population de la ville de Brehme a augmenté d'environ 16,86 % entre 1910 et 2023.
| 1910 | 1933  | 1939  | 1995  | 2000  | 2004  | 2010  | 2022  | 2023  |
| ---- | ----- | ----- | ----- | ----- | ----- | ----- | ----- | ----- |
| 931  | 1 203 | 1 181 | 1 205 | 1 197 | 1 174 | 1 119 | 1 085 | 1 088 |

## Personnalité
- Martin Busse, (1958- ), ancien footballeur est-allemand